# Iuri Venherovski
Iuri Venherovski   (Khàrkiv, 26 d'octubre de 1938 - Bélgorod, 4 de desembre de 1998) fou un jugador de voleibol ucraïnès que va competir sota bandera soviètica durant les dècades de 1950 i 1960.
El 1964 va prendre part en els Jocs Olímpics de Tòquio, on guanyà la medalla d'or en la competició de voleibol. En el seu palmarès també destaquen una medalla d'or (1962) i una de bronze (1966) al Campionat del Món de voleibol, una d'or a la Copa del Món de voleibol de 1965 i una de bronze (1963) al Campionat d'Europa.
A nivell de clubs jugà al Burevestnik Kharkiv i CSKA Moskvà. Amb el CSKA guanyà la lliga soviètica de 1962. Un cop retirat va exercir d'entrenador en diversos equips soviètics.